# Le Monde Chico
Albums de PNL
Que la famille
(2015) Dans la légende
(2016)
Singles
1. Plus Tony que Sosa
Sortie : 8 mai 2015
2. Le monde ou rien
Sortie : 12 juin 2015
3. J'suis PNL
Sortie : 31 juillet 2015
4. Dans ta rue
Sortie : 18 septembre 2015
5. Oh lala
Sortie : 23 octobre 2015
6. Tempête
Sortie : 1er janvier 2016

Le Monde Chico est le premier album studio du duo de rap français PNL, sorti le 30 octobre 2015 sous le label QLF Records. L'album a été enregistré, mixé et masterisé par Nikola Feve.

## Accueil critique et commercial
De manière générale, Le Monde Chico est plutôt bien accueilli par la presse spécialisée. L'album est reconnu même par certains spécialistes comme un classique du rap français.
Lors de la première semaine d'exploitation, Le Monde Chico se vend à plus de 15 000 exemplaires alors que l'album est fait en indépendant. Au bout de cinq mois de commercialisation, l'album est certifié disque d'or en atteignant le cap des 50 000 ventes et est aujourd'hui triple disque de platine avec plus de 300 000 ventes.
La chanson Le monde ou rien est utilisé dans le film Le monde est à toi de Romain Gavras en 2018.

## Singles
- Plus Tony que Sosa est sorti comme le premier single du premier album le 8 mai 2015.
- Le monde ou rien est sorti comme le second single du premier album le 12 juin 2015.
- J'suis PNL est sorti comme le troisième single du premier album le 31 juillet 2015.
- Dans ta rue est sorti comme le quatrième single du premier album le 18 septembre 2015.
- Oh lala est sorti comme le cinquième single du premier album le 23 octobre 2015.
- Tempête est sorti comme le sixième single du premier album le 1er janvier 2016.

## Liste des titres
| Téléchargement numérique – CD | Téléchargement numérique – CD                          | Téléchargement numérique – CD | Téléchargement numérique – CD | Téléchargement numérique – CD | Téléchargement numérique – CD | Téléchargement numérique – CD | Téléchargement numérique – CD | Téléchargement numérique – CD | Téléchargement numérique – CD |
| No                            | Titre                                                  | Producteur(s)                 | Durée                         |                               |                               |                               |                               |                               |                               |
| ----------------------------- | ------------------------------------------------------ | ----------------------------- | ----------------------------- | ----------------------------- | ----------------------------- | ----------------------------- | ----------------------------- | ----------------------------- | ----------------------------- |
| 1.                            | Le monde ou rien                                       | MKSB                          | 4:16                          |                               |                               |                               |                               |                               |                               |
| 2.                            | Sur Paname                                             | Artem                         | 4:07                          |                               |                               |                               |                               |                               |                               |
| 3.                            | Oh lala                                                | King Doudou                   | 4:07                          |                               |                               |                               |                               |                               |                               |
| 4.                            | J'vends                                                | Nine Diamond                  | 3:50                          |                               |                               |                               |                               |                               |                               |
| 5.                            | Abonné                                                 | Prodlem                       | 3:37                          |                               |                               |                               |                               |                               |                               |
| 6.                            | J'suis PNL                                             | MKSB                          | 4:31                          |                               |                               |                               |                               |                               |                               |
| 7.                            | Mexico                                                 | DzonyBeatz                    | 4:05                          |                               |                               |                               |                               |                               |                               |
| 8.                            | Porte de Mesrine                                       | SuperstaarBeats               | 4:51                          |                               |                               |                               |                               |                               |                               |
| 9.                            | Dans ta rue                                            | King Doudou                   | 5:29                          |                               |                               |                               |                               |                               |                               |
| 10.                           | Laisse                                                 | D.R.                          | 3:43                          |                               |                               |                               |                               |                               |                               |
| 11.                           | Loin des hommes                                        | Citizen.K                     | 2:48                          |                               |                               |                               |                               |                               |                               |
| 12.                           | Le M                                                   | Adsa Beatz                    | 4:09                          |                               |                               |                               |                               |                               |                               |
| 13.                           | Rebenga (featuring RKM)                                | Kevin Mabz                    | 4:20                          |                               |                               |                               |                               |                               |                               |
| 14.                           | Plus Tony que Sosa                                     | ShinoX Mker                   | 4:18                          |                               |                               |                               |                               |                               |                               |
| 15.                           | Que la mif (featuring S-Pion, Moha MMZ, F430 & Ilinas) | Adsa Beatz                    | 4:23                          |                               |                               |                               |                               |                               |                               |
| 16.                           | Tempête                                                | SoulFly4Real                  | 3:59                          |                               |                               |                               |                               |                               |                               |
| 17.                           | Dans la soucoupe                                       | XIV                           | 3:46                          |                               |                               |                               |                               |                               |                               |
| 70:13                         |                                                        |                               |                               |                               |                               |                               |                               |                               |                               |

## Titres certifiés en France
- Le monde ou rien  Diamant[3]
- Sur Paname  Or[4]
- Oh lala  Platine[5]
- J'vends  Or[6]
- Abonné  Or[7]
- Mexico  Or[8]
- Dans ta rue  Or[9]
- Rebenga  Platine[10]
- Que la mif  Or[11]

## Classements et certifications

### Classement par pays
| Classement (2016)            | Meilleure position |
| ---------------------------- | ------------------ |
| France (SNEP)                | 2                  |
| Suisse (Schweizer Hitparade) | 11                 |
| Belgique (Wallonie Ultratop) | 12                 |

### Classement annuel
| Classement (2015) | Position |
| ----------------- | -------- |
| France (SNEP),    | 89       |
| Classement (2016) | Position |
| France (SNEP)     | 32       |

### Certifications et ventes
| Région        | Certification | Ventes/Streams |
| ------------- | ------------- | -------------- |
| France (SNEP) | 3 × Platine   | 460 000        |